# 法布里齐奥·马基
法布里齐奥·马基（義大利語：Fabrizio Macchi，1970年7月26日—），意大利男子自行车运动员。他曾代表意大利参加2004年夏季残疾人奥林匹克运动会自行车比赛，获得男子个人追逐赛LC3级铜牌。